# Cara Dušana (Zemun)
Ne doit pas être confondu avec Cara Dušana.
La rue Cara Dušana (en serbe cyrillique : Цара Душана) est située à Belgrade, la capitale de la Serbie, dans la municipalité de Zemun et dans le quartier de Gornji Grad.
Elle est ainsi nommée en hommage à Stefan Uroš IV Dušan (1308-1355), qui fut roi de Serbie et empereur des Serbes.

## Parcours
La rue Cara Dušana naît à la hauteur du Trg Branka Radičevića dont elle constitue un prolongement. Elle s'oriente vers le nord-ouest et longe le cimetière de Zemun ; elle croise les rues Novogradska (sur sa gauche) et Nade Dimić (sur sa droite) puis les rues Dobrovoljačka (sur sa gauche), Dunavska (sur sa droite) et Svetotrojičina (sur sa gauche). Elle traverse ensuite les rues Slavonska, Branka Pešića et Tršćanska. Elle poursuit son parcours en direction du nord-ouest et croise les rues Laze Jovanovića Porcija (sur sa gauche), Užička (sur sa droite), Filipa Višnjića (sur sa gauche) ; elle croise encore les rues Šumadijska (à gauche) et Mušickog (à droite) puis, sur sa gauche, les rues Ruska, Niška et Banatska. Elle laisse sa droite la rue Pregrevica puis rencontre un long échangeur qui la relie à l'autoroute Belgrade-Novi Sad ; elle se termine au niveau du Batajnički drum qui en constitue le prolongement.

## Architecture

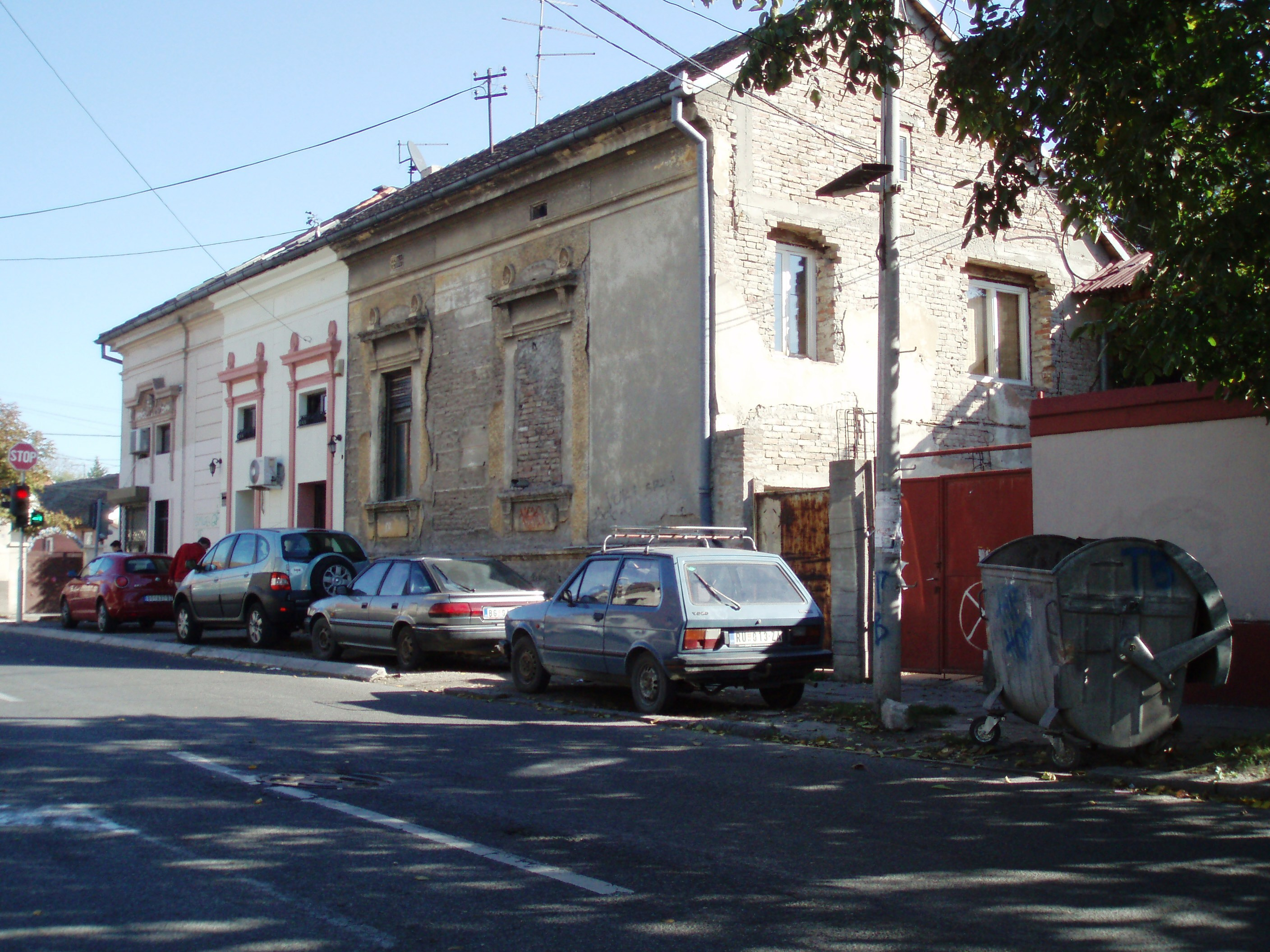
La maison de Sava Nedeljković, au n° 41

Au n° 41 se trouve la maison de Sava Nedeljković, construite en 1905 dans l'esprit de l'Art nouveau ; elle est aujourd'hui classée. L'orphelinat de la reine Marie, au n° 57, a été construit en 1919 d'après des plans de Franjo Katinčić ; cet édifice d'un étage, caractéristique du style Art nouveau avec des éléments néoclassique et une influence du fonctionnalime, est lui aussi classé.

## Éducation
L'école maternelle Milica Petrović est située au n° 123.
La maison des étudiants Žarko Marinović (Studentski dom Žarko Marinović) se trouve au n° 240 de la rue.
L'Académie de police criminelle (Kriminalističko-policijska akademija), dont l'origine remonte à 1921, est située au n° 196.

## Économie
La société Gaj inženjering, qui travaille dans le secteur du bois et de l'ameublement, a son siège social au n° 266 de la rue ; celui de la société (Tekstilna industrija Zemun), créée en 1975, qui travaille dans l'industrie textile, est situé au n° 212. La société Stepen, une entreprise privée créée en 1992, a son siège au n° 123 ; elle travaille dans le domaine de la plomberie.
L'hôtel Lav est situé au n° 240.

## Transports
La rue est desservie par plusieurs lignes de bus de la société GSP Beograd, soit les lignes 17 (Konjarnik – Zemun Gornji Grad), 45 (Novi Beograd Blok 44 – Zemun Novi Grad), 73 (Novi Beograd Blok 45 – Gare de Batajnica), 83 (Crveni krst – Zemun Bačka), 84 (Zeleni venac – Nova Galenika), 704 (Zeleni venac – Zemun polje), 705 (Zemun Kej oslobođenja – 13. maj), 706 (Zeleni venac – Batajnica) et 707 (Zeleni venac – Mala pruga – Zemun polje).